# Fabiny Tamás
Fabiny Tamás (Budapest, 1959. február 5. –) evangélikus lelkész, teológus, püspök, 2017-től 2024-ig elnök-püspök.

## Élete
Édesapja Fabiny Tibor evangélikus lelkész, egyháztörténész. 1977 és 1982 között a budapesti Evangélikus Teológiai Akadémián tanult. 1982-ben lelkésszé szentelték, ezt követően Siófokon, Kötcsén és Balatonszárszón szolgált segédlelkészként. 1984–85-ben, majd 1993–94-ben és 1997–98-ban Erlangenben, 1985–86-ban pedig Chicagóban folytatott külföldi teológiai tanulmányokat. 
1986-tól kőbányai segédlelkész, majd 1987 és 1999 között ugyanitt gyülekezeti lelkész volt. 1996 és 2006 között a Duna Televízió külső munkatársa volt. 1999 és 2006 között az Evangélikus Hittudományi Egyetem Újszövetségi Tanszékének főállású oktatója (előbb adjunktusként, végül tanszékvezető egyetemi tanárként). Teológiai doktorátust és habilitációt is szerzett.
2005 decemberében, D. Szebik Imre nyugdíjba vonulása után az Északi evangélikus egyházkerület gyülekezetei püspöküknek választották. Hivatalába 2006. március 25-én iktatták be a miskolci evangélikus templomban. 2010 júliusában a Lutheránus Világszövetség Közép- és Kelet-Európáért felelős alelnöke lett Christoph Klein erdélyi szász püspök utódaként.
2017. november 24-én megválasztották a Magyarországi Evangélikus Egyház elnök-püspökének.

## Magánélete
Felesége Béndek Katalin gimnáziumi tanárnő, gyermekeik: Blanka (1994), Márton (1996) és Lujza (2005).

## Művei
- (Tekusné Szabó Izával közösen): Nézz föl! Budapest, 1988
- „Hogy néki szent házat építs” – Józsa Márton és a siófoki templom. Budapest, 1990
- Keken András életregénye. Budapest, 1992
- Erzählte Dramen. Evangélikus Hittudományi Egyetem, Budapest, 2000 ISBN 963-00-3804-8
- Ajtórésnyi zsoltár. Budapest, Evangélikus Sajtóosztály, 2001 ISBN 963-7470-75-1
- Kereszt fogantyú nélkül, Luther Kiadó, Budapest, 2013 ISBN 978-963-380-031-7
- A kötényes Isten. Igehirdetések az irgalomról és a vigasztalásról, Luther, Budapest, 2016
- Testvéreim és a nyáj. Körkép a világ evangélikusságáról, 1-3.; Luther, Budapest, 2018-2019
  - 1. 2018
  - 2. Nyugat- és Észak-Európa; 2019
  - 3. Európán kívüli régiók; 2019
- Journeys around a global communion; angolra ford. Balicza Klára; Luther, Budapest, 2022